# San Vicente (Camarines Norte)
San Vicente is een gemeente in de Filipijnse provincie Camarines Norte op het eiland Luzon. Bij de laatste census in 2007 had de gemeente bijna 10 duizend inwoners.

## Geografie

### Bestuurlijke indeling
San Vicente is onderverdeeld in de volgende 9 barangays:
- Asdum
- Cabanbanan
- Calabagas
- Fabrica
- Iraya Sur
- Man-Ogob
- Poblacion District I
- Poblacion District II
- San Jose

## Demografie
San Vicente had bij de census van 2007 een inwoneraantal van 9.615 mensen. Dit zijn 631 mensen (7,0%) meer dan bij de vorige census van 2000. De gemiddelde jaarlijkse groei komt daarmee uit op 0,94%, hetgeen lager is dan het landelijk jaarlijks gemiddelde over deze periode (2,04%). Vergeleken met de census van 1995 is het aantal mensen met 1.395 (17,0%) toegenomen.

De bevolkingsdichtheid van San Vicente was ten tijde van de laatste census, met 9.615 inwoners op 57,49 km², 167,2 mensen per km².